# Thirteen (Megadeth)
Thirteen (reso graficamente come TH1RT3EN) è il tredicesimo album in studio del gruppo musicale statunitense Megadeth, pubblicato il 1º novembre 2011 dalla Roadrunner Records.
Si tratta del primo dal 2001 in cui figura nuovamente nel gruppo il bassista David Ellefson, tornato nei Megadeth nel 2010, nonché l'ultimo pubblicato con la Roadrunner. Tra i brani contenuti nell'album, sono presenti New World Order, composto nel 1991 da Dave Mustaine, David Ellefson, Marty Friedman e Nick Menza e originariamente pubblicato nella versione rimasterizzata di Youthanasia del 2004 (oltre alla raccolta Warchest del 2007) e Black Swan, pubblicata originariamente come bonus track di United Abominations e registrata nuovamente con un nuovo sound e cambiando anche radicalmente alcune parti, come per esempio l'introduzione.
Il CD ha debuttato all'11ª posizione della classifica stilata da Billboard con 42,000 copie vendute nella prima settimana e con quasi 70,000 copie nel primo mese nei soli Stati Uniti. Il 5 febbraio 2012 i Megadeth hanno ricevuto alcuni riconoscimenti dalla rivista statunitense Guitar World: Dave Mustaine e Chris Broderick migliori chitarristi del 2011; Thirteen miglior album metal del 2011; e ancora Mustaine classificatosi al 3º posto come miglior chitarrista a livello mondiale.
Al CD è seguito un tour mondiale che ha toccato varie località dell'America, dell'Europa e del Giappone. In occasione dell'uscita dell'album, i Megadeth hanno deciso di rifare il loro famoso tour Gigantour, partito il 26 gennaio 2012 e che ha toccato gran parte dell'America del Nord.

## Descrizione

### Antefatti
Intervistato nel luglio 2010 sul successo dell'album precedente del gruppo, il batterista Shawn Drover rivelò che il gruppo iniziò già a "parlare di [un nuovo album]" e spiegò che, sebbene i Megadeth fossero in tour, ci furono un "paio di idee" su cui il gruppo iniziò a lavorare. In un'intervista successiva sulle canzoni che i Megadeth stavano registrando per il nuovo album, il frontman Dave Mustaine fece un mix di canzoni che scrisse in precedenza nella sua carriera, mentre altre erano nuove composizioni scritte appositamente per l'album.
Il 28 settembre 2010, il gruppo pubblicò per il download digitale il singolo Sudden Death, incluso nel videogioco Guitar Hero: Warriors of Rock, uscito nello stesso periodo. Il 17 novembre dello stesso anno, Mustaine annunciò attraverso il fan club ufficiale Cyber Army che i Megadeth avrebbero cominciato le registrazioni per il loro tredicesimo album in studio, che si sarebbero tenute nello studio di registrazione personale del gruppo, il garage di Vic. In un'intervista concessa prima di un concerto ad Auckland (Nuova Zelanda), Mustaine osservò che l'album sarebbe stato l'ultimo pubblicato con la Roadrunner Records: quest'ultima offrì al gruppo un nuovo contratto discografico, ma Mustaine espresse frustrazione verso l'etichetta, spiegando che "il trattamento è stato terribile nel corso degli anni, e io non lo voglio [...] Sarebbe meglio andare in pensione che continuare a comportarsi in questa maniera." Mustaine precisò che in futuro i Megadeth potrebbero pubblicare album in maniera indipendente e spiegò che il nuovo album sarà "qualcosa di grande" e che i brani erano "veramente buoni".

La copertina dell'album è stata disegnata da John Lorenzi, il quale si occupò anche della realizzazione delle copertine degli album precedenti dei Megadeth, Endgame (2009) e United Abominations (2007). Il 7 luglio 2011, Mustaine annunciò via Twitter di aver scelto il titolo e la copertina per il nuovo album e li avrebbe rivelati "appena possibile". Il titolo fu rivelato il giorno successivo dallo stesso Mustaine: 
 Due mesi dopo, furono rivelate anche la copertina e la lista tracce.

### Promozione
Mustaine rivelò che l'album sarebbe stato pubblicato il 1º novembre 2011: 
 Il 4 luglio 2011 i Megadeth, durante il loro concerto ad Amburgo, hanno eseguito per la prima volta dal vivo il brano Public Enemy No. 1, il quale è stato presentato ufficialmente come singolo apripista dell'album il 13 settembre 2011. Ad esso ha fatto seguito il relativo videoclip, pubblicato il 4 novembre 2011 e girato a Santa Clarita (California). Il 21 settembre è stato invece pubblicato l'audio del brano Never Dead attraverso il canale YouTube della Roadrunner Records, mentre dal 17 ottobre al 18 ottobre 2011 il brano Whose Life (Is It Anyway?) è stato reso disponibile per il download gratuito attraverso la pagina Facebook del gruppo.
I Megadeth si sono esibiti sul palco il 31 ottobre 2011 nell'edizione del Jimmy Kimmel Live! davanti ad un pubblico sold out il giorno prima dell'uscita del nuovo CD.
Ancora prima dell'uscita del CD, il nuovo Tour dei Megadeth aveva già fatto registrare alcuni sold out nel tour in America Latina. Il tour ufficiale per Thirteen è partito il 9 novembre 2011 a Buenos Aires davanti a 45.000 persone e successivamente in Cile davanti a 50.000 persone al Maquinaria Festival. Per promuovere il CD inoltre i Megadeth hanno ripreso il loro Gigantour 2012, a cui hanno partecipato Motörhead, Lacuna Coil e Volbeat.

## Accoglienza
La rivista statunitense Spin ha rilasciato una breve recensione dell'album, valutandolo con sette stelle su dieci. Jon Young ha commentato alcuni brani dell'album, descrivendo Public Enemy No. 1 e Guns, Drugs & Money come brani "ingannevolmente melodici e hard rock non lontani da primi classici di Alice Cooper". I fan hanno anche espresso un parere sulla traccia We the People, esprimendo che dovrebbe essere la colonna sonora ufficiale dell'Apocalisse. Amit Sharma e Hits Thrash lo descrivono come un mix tra Countdown to Extinction ed Endgame, valutandolo su una scala di 6 con il punteggio 5. Sharma ha commentato che Thirteen suona "meno esplosivo di [Endgame]", ma ha anche detto che brani come Wrecker e Black Swan dimostrano che il gruppo è "in cima alla loro carriera in questo momento".
Thirteen è stato positivamente recensito da Sergio Pereira del sito Musicreview.co.za sudafricano (83/100), e Kevin Stewart-Panko, di Rocksound.tv (7/10). Pereira ha osservato che un suono hard rock è stata la caratteristica di alcune canzoni di Thirteen, dicendo che il produttore Johnny K ha fatto un ottimo lavoro con l'album. Pereira ha osservato che Never Dead, Fast Lane e Wrecker erano i brani più significativi dell'album. Pereira ha chiuso la sua recensione chiamando l'album un "ripper".

## Tracce
Testi e musiche di Dave Mustaine, eccetto dove indicato.
1. Sudden Death – 5:09
2. Public Enemy No. 1 – 4:15 (Dave Mustaine, Johnny K)
3. Whose Life (Is It Anyways?) – 3:50
4. We the People – 4:33 (Dave Mustaine, Johnny K)
5. Guns, Drugs & Money – 4:19 (Dave Mustaine, Johnny K)
6. Never Dead – 4:32
7. New World Order – 3:56 (testo: Dave Mustaine, Nick Menza – musica: Dave Mustaine, David Ellefson, Marty Friedman)
8. Fast Lane – 4:04 (Dave Mustaine, Johnny K)
9. Black Swan – 4:10
10. Wrecker – 3:51 (Dave Mustaine)
11. Millennium of the Blind – 4:15 (testo: Dave Mustaine, Johnny K – musica: Dave Mustaine, Marty Friedman, Johnny K)
12. Deadly Nightshade – 4:55
13. 13 – 5:49 (Dave Mustaine, Johnny K)

Traccia bonus nella versione giapponese
1. Public Enemy No. 1 (Live) – 4:31 (Dave Mustaine, Johnny K)

## Formazione
Gruppo
- Dave Mustaine – voce, chitarra solista, ritmica e acustica
- Chris Broderick – chitarra solista, ritmica e acustica, cori
- David Ellefson – basso, cori
- Shawn Drover – batteria, percussioni, cori

Altri musicisti
- Chris Rodriguez – cori aggiuntivi

Produzione
- Johnny K – produzione, registrazione, ingegneria del suono, missaggio
- Dave Mustaine – produzione, ingegneria aggiuntiva
- Zachary Coleman, Ken Eisennagel e Andy Sneap – ingegneria aggiuntiva
- Matt Dougherty – assistenza missaggio
- Ted Jensen – mastering

## Classifiche
| Classifica (2011)          | Posizione massima |
| -------------------------- | ----------------- |
| Australia                  | 13                |
| Austria                    | 28                |
| Belgio (Fiandre)           | 74                |
| Belgio (Vallonia)          | 60                |
| Canada                     | 8                 |
| Danimarca                  | 39                |
| Finlandia                  | 8                 |
| Francia                    | 49                |
| Germania                   | 25                |
| Giappone                   | 11                |
| Italia                     | 41                |
| Messico                    | 30                |
| Norvegia                   | 23                |
| Nuova Zelanda              | 13                |
| Paesi Bassi                | 42                |
| Regno Unito                | 34                |
| Regno Unito (rock & metal) | 1                 |
| Spagna                     | 32                |
| Stati Uniti                | 11                |
| Stati Uniti (hard rock)    | 1                 |
| Stati Uniti (rock)         | 1                 |
| Stati Uniti (tastemaker)   | 5                 |
| Svezia                     | 18                |
| Svizzera                   | 23                |